# 막낀꿍
막낀꿍(베트남어: Mạc Kính Cung / 莫敬恭 막경공, ? ~ 1625년)은 대월 막 왕조의 제7대 황제(재위: 1593년 ~ 1621년)이다. 막낀디엔의 아들이다.

## 생애
즉위 이전에 돈후왕(敦厚王)에 봉해졌다.
1593년, 서국공(西國公) 응우옌낀(阮敬)의 아들 막응옥리엔에 의해 황제로 옹립되었고, 문란주(文蘭州)에 근거지를 두었고 연호를 건통(乾統)으로 개원하였다. 해양(海陽), 경북(京北) 각처에서 막조를 지지하는 세력이 막낀꿍이 즉위한 것을 알자 분분히 부중을 이끌고 귀부하여 왔다. 후 레 왕조의 응우옌호앙이 병사를 이끌고 공격하자 화공을 써서 이를 대파하고 해양의 장왕(壯王) 막낀쯔엉(莫敬章)의 부를 점거했다. 해양과 산남(山南) 일대는 모두 평정되었다. 이듬해 막응옥리엔이 막낀꿍을 끼고 안박현(安博縣)에 근거지를 정하였으나 후 레 왕조에게 패배하였다. 막응옥리엔, 막낀꿍은 사명부(思明府)로 달아나 명나라에 칭신하였다. 후 레 왕조의 공세 하에 막 왕조의 장군들은 어지러워져 반란해 항복했다. 막낀꿍과 막응옥리엔은 명나라의 용주(龍州)로 도망했고, 병사를 내어 양산(諒山) 일대에서 소요를 일으켰다.
1600년, 막머우헙의 서모(庶母) 부이(裴)씨가 탕롱에서 국모(國母)를 자칭하여 막 왕조의 지지자들이 병사를 일으킬 것을 호소하였으며, 동시에 막낀꿍을 영접하여 귀국하게 했다. 막낀꿍은 부를 거느리고 탕롱으로 돌아가는 것을 시도했으나 후 레 왕조의 찐뚱의 공격을 받아 패했다. 병사가 금성현(金城縣)에 이르렀으나 오래지 않아 고평(高平)으로 물러났다.
1618년, 찐뚱이 군사를 거느리고 막 왕조를 쳤고, 태원(太原)을 공격했다.
1621년, 막낀꿍이 그의 조카인 막낀코안에게 양위했고, 대자현(大慈縣)에 근거를 두고 지켰으며, 막낀꿍은 태상황으로 높여졌다.
1625년, 후 레 왕조의 찐짱이 찐끼에우(鄭橋)를 파견하여 고평을 공격했고, 막낀꿍을 사로잡아 청화(淸化)로 압송해 참수했다. 막낀코안은 명나라로 달아났다.
| 전 임 막낀찌 | 제7대 대월 막 왕조의 황제 1593년 ~ 1621년 | 후 임 막낀코안 |